# Fédération française du sport universitaire
 (avril 2020).
 (juin 2020).
La Fédération française du sport universitaire (FF Sport U) a pour objet d'organiser et de promouvoir la compétition sportive pour les étudiants et élèves des établissements d’enseignement supérieur (Universités et Écoles) du niveau régional au niveau international. Fondée en 1978, elle siège au Kremlin-Bicêtre, aux portes de Paris.
Sous tutelle du Ministère de l'enseignement supérieur, de la recherche et de l'innovation, en convention avec le Ministère des Sports, elle est membre de la Fédération internationale du sport universitaire (FISU), de l'Association européenne du sport universitaire (en) (EUSA) et du Comité national olympique et sportif français (CNOSF).
Au niveau national, elle organise chaque saison, 23 000 matchs de sports collectifs et 120 championnats de France dans 55 sports différents. Ainsi elle délivre les titres de champions de France et champions d'académies universitaires.
Au niveau international, elle représente la France aux Universiades d'été et aux Universiades d'hiver (les années impaires), ainsi qu’à plus de 30 championnats du monde universitaires (les années paires).

## Une histoire du sport universitaire jusqu'à la FFSU

### Prolégomènes du rapprochement entre sport et université
Alors que le sport à l'école n'existe pas et que la gymnastique est la seule pratique d'éducation physique autorisée dans certains lycées depuis 1869, le ministre de l’instruction publique et des beaux-arts  Léon Bourgeois est à l'origine d'une première circulaire en faveur du développement du sport scolaire en 1890.
Cette dernière, qui témoigne de l’intérêt étatique naissant pour le développement du sport, autorise la création d’associations sportives scolaires à l’initiative des élèves. Avec la loi 1901 garantissant la liberté d’association, le nombre d'associations scolaires sportives passe de 69 avant 1901 à 161 en 1906.
Bientôt, les premiers clubs universitaires apparaissent. Parmi eux, le Bordeaux Étudiant Club (BEC) en 1903 et le Paris université club (PUC) en 1906, deux clubs aux influences majeurs. Si leurs existences sont essentielles pour la démocratisation du sport universitaire en France, leurs positionnements sont tout aussi singuliers : ils évoluent dans l’espace universitaire mais garde suffisamment d’autonomie pour opérer dans le secteur fédéral civil et obtenir une reconnaissance sociale globale.
Selon Pierre de Coubertin, qui analyse ce phénomène dans ses mémoires (1931), c'est bien l'explosion du sport scolaire qui propulse celle du sport civil. Aujourd’hui, on compte 307 500 associations sportives (scolaires et fédérales réunies) selon le Comité National Olympique et Sportif Français (CNOSF) regroupant près de 16 millions de licenciés.
Afin de garantir les mêmes règles pour tous les pratiquants et d’organiser la compétition, l'Union des sociétés françaises de sports athlétiques (USFSA), qui regroupe des personnages comme Georges de Saint-Clair ou Pierre de Coubertin, s’impose comme l’institution référente dès 1889. Au regard de ce rôle d’organisation et de promotion de la pratique sportive, l’USFSA est la mère de toutes les fédérations en France et de quelques fédérations internationales comme la FIFA ou l’UCI.
Après la Première Guerre mondiale, l’USFSA éclate en des fédérations autonomes pour chaque discipline. Les sportsmen à la tête du sport fédéral cherchent à diffuser un sport de valeur à une population française qui ne s’implique et s’intéresse que très peu à cette pratique. Il s’agit alors de créer une culture sportive en France, une mission que l’école, institution en voie de démocratisation, devra assurer.

### D'une initiative estudiantine à l'élaboration d'un projet républicain pour le sport universitaire
Nés de la volonté d'étudiants engagés et sportifs comme Jean Petitjean, le Commissariat Général des Sports de l’Union nationale des étudiants de France (UNEF) en 1920 puis l’Office du Sport Universitaire (OSU) en 1931 structurent, organisent et développent le sport universitaire français et international. Au cours de cette période, la France accueille les premiers Jeux Mondiaux Universitaires à la Porte Dorée à Paris, en 1923, avant de les organiser à nouveau en 1928, 1937, 1947 et 1957.
Arrivé au pouvoir en 1936, le Front populaire de Léo Lagrange, au poste nouvellement créé de sous-secrétaire d’État aux Sports et à l’organisation des Loisirs, tranche définitivement en faveur de l’étatisation du sport, de la massification de la pratique et d’une éducation physique à dimension sportive en milieu scolaire et universitaire.
Alors que les relations entre l'OSU et le Conseil National des Sports (CNS) sont tendus, Léo Lagrange décide d'institutionnaliser l'OSU et de l'élargir aux scolaires. En 1938, il crée l'Office du Sport Scolaire et Universitaire (OSSU). C’est une véritable rupture dans le développement du sport dans l’enseignement que consacre la création de ce service public, alors dirigé par Jacques Flouret pour la partie universitaire et avec Jean Petitjean comme secrétaire général.
Sous le régime de Vichy, Pétain et son commissaire à l’éducation générale et sportive Jean Borotra vont poursuivre ce processus de pénétration du sport dans l’enseignement supérieur. Obsédé à l’idée d’une dégénérescence physique et morale de la société française, Vichy pense le sport comme un moyen de viriliser le peuple, de régénérer la race et de civiliser la jeunesse. En conséquence, Borotra alourdi considérablement les programmes scolaires et souhaite trois après-midis par semaine consacrés au sport dans l’enseignement supérieur. Selon la logique centralisatrice caractéristique de ce régime, il impose autoritairement la Charte des Sports, sorte de mise sous tutelle de l’état du mouvement sportif français. L’OSSU n’y résiste pas, devenant l’Union du sport scolaire et universitaire (USSU) en 1940. Malgré cette période difficile, le sport universitaire s'enracine dans la société française et le nombre de licenciés passe de près de 17000 à plus de 40000 en 1944.
Dès la Libération, l’ordonnance du 12 octobre 1945 rétablie l’OSSU et le reconnaît d’utilité publique.
À partir de 1960, le sport universitaire va changer de dimension. Humilié aux Jeux olympiques de 1960 à Rome lors desquels la délégation française ne décroche aucune médaille d’or, De Gaulle veut une politique de prestige pour le sport. Maurice Herzog, alors Secrétaire d'État à la Jeunesse et aux Sports, est chargé de faire de l’EPS, et par extension de l’OSSU, un instrument de la détection et de la formation d’une élite sportive. C’est toute la doctrine des rapports entre le sport scolaire et universitaire et le sport civil qui est remise en cause, au grand dam des défenseurs d’un sport « hygiéno-ludique ». Conflit dans le conflit, le gaulliste Herzog organise l’éviction du directeur communiste de l’OSSU en poste depuis 1938, Jacques Flouret. Orpheline de son directeur historique, l’OSSU est morte à l’été 1961. Vive le Comité provisoire de gestion du sport scolaire et universitaire (CPGSSU) qui organise le sport dans l’attente de la création, par décret le 7 mars 1963, de l’Association du sport scolaire et universitaire (ASSU) dont les statuts renforcent les liens avec le sport civil.
Dernière étape, à ce jour, des restructurations sur l’organisation du sport scolaire et universitaire : la loi Mazeaud de 1975. Entre autres, Pierre Mazeaud, alors secrétaire d’État chargé de la Jeunesse et des Sports, veut réaligner les disciplines sportives sur les autres enseignements. Alors, en corrélation avec la structuration d’un Secrétariat d’État autonome aux Universités qui apparaît dans le premier gouvernement Jacques Chirac en 1974 avant de devenir un ministère à part entière dans le troisième gouvernement Raymond Barre en 1978, le sport universitaire est dissocié du sport scolaire dans un souci de cohérence. L’ASSU, deuxième fédération de France avec plus d’un million de licenciés, éclate en deux entités : l’Union nationale du sport scolaire (UNSS), et la Fédération nationale du sport universitaire (FNSU) sous cotutelle du ministère des Universités et du ministère de la Jeunesse, des Sports et des Loisirs.

### Présidents et directeurs nationaux
| Entités   | Périodes                | Présidents | Directeurs nationaux                                                                 |
| --------- | ----------------------- | --- | ------------------------------------------------------------------------------------ |
| OSU       | 1931 - 1938             | | Dr Chappert                                                                          |
| OSSU      | 1938 - 1940             | Léo Lagrange (1938) |                                                                                      |
| USSU      | 1942 - 1944             | Coll de Carrera (1942-1943) Caron (1944) |                                                                                      |
| OSSU      | 1945 - 1961             | Michel Juglart De Lardinie (1945 - 1953) ? Michel Macheboeuf (1953) Michel Juglart De Lardinie (1953 - 1956) Gaston Roux (1956 - ?) René Dreyer (1959 ? - 1961) André Verhaeghe (1961) | Jacques Flouret (pour les universitaires)                                            |
| CPGSSU    | 1961 - 1963             | Maurice Herzog ? | Gaston D'Ormano (1961 - 1962)                                                        |
| ASSU      | 1963 - 1969             | Maurice Herzog (1963-1966?) | Emile Laboureau                                                                      |
| ASSU      | 1970 - 1975             | | Claude Pineau                                                                        |
| FNSU      | 1978 - 1989             | Jean Talbot | Jean Letessier (1978 - 1982) Jacques Malet (1982 - 1987) André Laurent (1987 - 1989) |
| FNSU/FFSU | 1989 - 2004 (démission) | Claude-Louis Gallien | Guy Guezille (1989 - 1995) Robert Vanel (1995 - 1998) Thérèse Salvador (1998 - 2005) |
| FFSU      | 2004 - 2005 (intérim)   | Christian Denis | Thérèse Salvador / Daniel Siry                                                       |
| FFSU      | 2005 - 2013             | José Savoye | Daniel Siry (2005 - 2007) Monique Paulou (2007 - 2012) Vincent Rognon (2012 - )      |
| FFSU      | 2013 - 2020             | Jean-François Sautereau | Vincent Rognon (2012 - 2021)                                                         |
| FFSU      | 2021 - 2028             | Cédric Terret | Xavier Dung (2021 - )                                                                |

Cédric Terret a été élu le 4 février 2021 avec 83,67% des voix. Il a été réélu à la présidence le 2 décembre 2024 avec 85% des voix.

## Fonctionnement de la FFSU
Comme toute fédération sportive cette organisation fonctionne avec une assemblée générale qui élit tous les 4 ans un comité directeur et un président ; le comité directeur désigne son bureau. Elle adopte ses propres statuts à partir de statuts types imposés par le secrétaire d’État aux sports.
La FF Sport U est toutefois construite sur une spécificité tout à fait originale et singulière au mouvement sportif : une parité étudiant/non étudiant dans ses instances représentatives.

### Les Instances nationales

#### L’Assemblée générale
Réunie au minimum une fois par an, l’assemblée générale a pour objet de traiter des questions et affaires à l’ordre du jour, d’entériner le rapport sur la situation morale et/ou financière de la FFSU ou encore de voter le budget et d’adopter le règlement interne.
Elle est composée de cinq membres de droit (le ministre de l’enseignement supérieur et de la recherche et de l’innovation, le ministre des Sports, le président du CNOSF, le Président de la Conférence des présidents d’université et le président de la Conférence des grandes écoles) ainsi que des délégués des Ligues selon la répartition prévue à l’article 6 des statuts, sur le principe de la parité entre les représentants « étudiants » et « non-étudiants » de chaque académie. Ils sont élus annuellement au scrutin plurinominal majoritaire à deux tours par l’assemblée générale de chaque ligue pour participer à l’assemblée générale nationale. Tout licencié individuel est éligible mais pas électeur.
Enfin d’autres membres peuvent assister avec une voix consultative à l’assemblée générale : les membres du comité directeur, le directeur national et sur invitation du président, les adjoints et les salariés.

#### Le Comité directeur
Lors des assemblées générales électives, un comité directeur de douze étudiants et douze non étudiants est élu pour une durée de quatre ans correspondant au mandat olympique.
Il se réunit au moins trois fois par an afin de fixer l’ordre du jour de l’assemblée générale, proposer un président et exercer l’ensemble des attributions que les statuts n’accordent pas à l’AG ou à un autre organe de la fédération.

#### Le bureau
Dirigé par le président de la FFSU, le comité directeur élit ensuite en son sein un bureau composé d’un trésorier et de vice-présidents étudiants et non étudiants. Ils occupent les fonctions vitales de l'association.

#### Les commissions mixtes nationales
Enfin, les commissions mixtes nationales sont une composante centrale de la FFSU. Sous la direction du directeur national ou du directeur national adjoint chargé du sport concerné, la CMN organise les différentes compétitions nationales et internationales, propose l’établissement des calendriers, enregistre et homologue les résultats, contribue à la sélection des équipes de France.

### Ligues régionales du sport universitaire
Ce travail national permet de donner aux ligues régionales les grandes orientations qu'elles sont chargées d'appliquer.
Les associations sportives des établissements d’enseignement supérieur et les clubs universitaires d’une même académie sont regroupés au sein de la FF Sport U en Ligues régionales du sport universitaire. Le cas échéant, elles sont également regroupées en Comités Départementaux du Sport Universitaires (CDSU).

## Des sports pour tous

### Le programme sportif de la fédération
Avec sa licence FFSU, l'étudiant peut prendre part à toutes les compétitions organisées par la fédération dans l'un des 55 sports proposés : 
- Athlétisme
- Aviron
- Badminton
- Basket-ball
- Basket-ball 3x3
- Beach Volley
- Boxe anglaise
- Boxe française
- Boxe thaïlandaise
- Bridge
- Canoë-kayak
- Course d'orientation
- Cross country
- Cyclisme
- Danse
- Échecs
- Equitation
- Escalade
- Escrime
- Football
- Football féminin à 8
- Football américain
- Futsal
- Golf
- Gymnastique artistique
- Gymnastique rythmique et sportive
- Handball
- Haltéro-musculation
- Hockey
- Judo
- Jujitsu
- Karaté
- Karting
- Kickboxing & Muay Thaï
- Lutte
- Natation
- Raid multisports
- Pelote Basque
- Rugby à 7
- Rugby à XIII
- Rugby à XV
- Run and bike
- Sambo sportif
- Ski alpin
- Ski nordique
- Snowboard
- Squash
- Stand Up Paddle
- Surf
- Swimrun
- Taekwondo
- TeamGym
- Tennis
- Tennis de table
- Tir
- Tir à l'arc
- Trampoline
- Triathlon
- Ultimate
- Voile
- Volley-ball
- Volley-ball 4x4
- VTT
- Water-polo

### Évolution du nombre de licenciés
|                     | 1979   | 1985   | 1990   | 1995   | 2000   | 2005   | 2007   | 2008   | 2009   | 2010   | 2011   | 2012    | 2013    | 2014    | 2020   |
| ------------------- | ------ | ------ | ------ | ------ | ------ | ------ | ------ | ------ | ------ | ------ | ------ | ------- | ------- | ------- | ------ |
| Nombre de licenciés | 38 629 | 62 802 | 74 613 | 96 236 | 91 361 | 85 031 | 85 369 | 84 620 | 89 137 | 91 294 | 96 452 | 100 306 | 101 431 | 104 844 | 121000 |

## Résultats aux Universiades
Au niveau international, la FFSU représente la France aux Universiades d'été et aux Universiades d'hiver, plus grands événements multisports au monde après les Jeux olympiques, organisées tous les deux ans les années impaires.
Les records de médailles de la délégation française :
- Universiades d'été : Shenzhen, Chine (2011) - 33 médailles
- Universiades d'hiver : Krasnoïarsk, Russie (2019) - 13 médailles

Les prochaines éditions, en 2021, auront lieu à : 
- Universiades d'été : Chengdu, Chine.
- Universiades d'hiver : Lucerne, Suisse.

| Organisateurs | Organisateurs     | Organisateurs   | Nombre de médailles françaises | Nombre de médailles françaises | Nombre de médailles françaises | Nombre de médailles françaises | Nombre sportifs |
| Années        | Villes            | Pays            | Or                             | Argent                         | Bronze                         | Total                          | Nombre sportifs |
| ------------- | ----------------- | --------------- | ------------------------------ | ------------------------------ | ------------------------------ | ------------------------------ | --------------- |
| 1959          | Turin             | Italie          | 4                              | 1                              | 8                              | 13                             | ?               |
| 1961          | Sofia             | Bulgarie        | 0                              | 0                              | 0                              | 0                              | ?               |
| 1963          | Porto Alegre      | Brésil          | 4                              | 6                              | 3                              | 13                             | ?               |
| 1965          | Budapest          | Hongrie         | 3                              | 3                              | 2                              | 8                              | ?               |
| 1967          | Tokyo             | Japon           | 4                              | 5                              | 13                             | 22                             | ?               |
| 1970          | Turin             | Italie          | 1                              | 0                              | 7                              | 8                              | ?               |
| 1973          | Moscou            | Russie          | 1                              | 2                              | 1                              | 4                              | ?               |
| 1975          | Rome              | Italie          | 1                              | 1                              | 4                              | 6                              | ?               |
| 1977          | Sofia             | Bulgarie        | 2                              | 1                              | 2                              | 5                              | ?               |
| 1979          | Mexico            | Méxique         | 1                              | 1                              | 3                              | 5                              | 83              |
| 1981          | Bucarest          | Roumanie        | 0                              | 1                              | 4                              | 5                              | 80              |
| 1983          | Edmonton          | Canada          | 1                              | 5                              | 6                              | 12                             | 76              |
| 1985          | Kobe              | Japon           | 0                              | 5                              | 3                              | 8                              | 75              |
| 1987          | Zagreb            | Yougoslavie     | 0                              | 1                              | 4                              | 5                              | 126             |
| 1989          | Duisbourg         | Allemagne       | 1                              | 1                              | 3                              | 5                              | 77              |
| 1991          | Sheffield         | Grande Bretagne | 3                              | 2                              | 4                              | 9                              | 117             |
| 1993          | Buffalo           | États-Unis      | 5                              | 8                              | 11                             | 24                             | 129             |
| 1995          | Fukuoka           | Japon           | 2                              | 6                              | 7                              | 15                             | 103             |
| 1997          | Sicile            | Italie          | 2                              | 4                              | 6                              | 12                             | 78              |
| 1999          | Palma de Majorque | Espagne         | 6                              | 2                              | 9                              | 17                             | 111             |
| 2001          | Pekin             | Chine           | 5                              | 2                              | 16                             | 23                             | 135             |
| 2003          | Daegu             | Corée           | 8                              | 8                              | 4                              | 20                             | 143             |
| 2005          | Izmir             | Turquie         | 5                              | 3                              | 7                              | 15                             | 130             |
| 2007          | Bangkok           | Thaïlande       | 1                              | 6                              | 7                              | 14                             | 157             |
| 2009          | Belgrade          | Serbie          | 4                              | 8                              | 9                              | 21                             | 165             |
| 2011          | Shenzhen          | Chine           | 4                              | 12                             | 17                             | 33                             | 197             |
| 2013          | Kazan             | Russie          | 5                              | 9                              | 12                             | 26                             | ?               |
| 2015          | Gwangju           | Corée           | 13                             | 9                              | 8                              | 30                             | 228             |
| 2017          | Taipei            | Chine Taîpei    | 4                              | 5                              | 8                              | 17                             | 224             |
| 2019          | Naples            | Italie          | 3                              | 9                              | 11                             | 23                             | 179             |

| Organisateurs | Organisateurs                  | Organisateurs      | Nombre de médailles françaises | Nombre de médailles françaises | Nombre de médailles françaises | Nombre de médailles françaises | Nombre sportifs   |
| Années        | Villes                         | Pays               | Or                             | Argent                         | Bronze                         | Total                          | Nombre sportifs   |
| ------------- | ------------------------------ | ------------------ | ------------------------------ | ------------------------------ | ------------------------------ | ------------------------------ | ----------------- |
| 1960          | Chamonix                       | France             | 4                              | 2                              | 1                              | 7                              | 15                |
| 1962          | Villars                        | Suisse             | 3                              | 2                              | 3                              | 8                              | ?                 |
| 1964          | Spindleruv Mlyn                | Tchécoslovaquie    | 2                              | 1                              | 1                              | 4                              | 11                |
| 1966          | Sestrières                     | Italie             | 5                              | 2                              | 1                              | 8                              | 17                |
| 1968          | Innsbruck                      | Autriche           | 0                              | 1                              | 0                              | 1                              | 12                |
| 1970          | Rovaniemi                      | Finlande           | 0                              | 0                              | 1                              | 1                              | ?                 |
| 1972          | Lake Placid                    | USA                | 1                              | 1                              | 1                              | 3                              | ?                 |
| 1975          | Livigno                        | Italie             | 2                              | 4                              | 1                              | 7                              | 14                |
| 1978          | Spindleruv Mlyn                | Tchécoslovaquie    | 1                              | 1                              | 1                              | 3                              | 14                |
| 1979          | Pas d'universiade              | Pas d'universiade  | Pas d'universiade              | Pas d'universiade              | Pas d'universiade              | Pas d'universiade              | Pas d'universiade |
| 1981          | Jaca                           | Espagne            | 2                              | 1                              | 2                              | 5                              | 33                |
| 1983          | Sofia                          | Bulgarie           | 1                              | 1                              | 1                              | 3                              | 21                |
| 1985          | Belluno                        | Italie             | 0                              | 0                              | 0                              | 0                              | 8                 |
| 1987          | Štrbské Pleso                  | Tchécoslovaquie    | 0                              | 0                              | 0                              | 0                              | 14                |
| 1989          | Sofia                          | Bulgarie           | 1                              | 0                              | 0                              | 1                              | 20                |
| 1991          | Sapporo                        | Japon              | 1                              | 0                              | 1                              | 2                              | 17                |
| 1993          | Zakopane                       | Pologne            | 2                              | 2                              | 0                              | 4                              | 26                |
| 1995          | Jaca                           | Espagne            | 1                              | 4                              | 2                              | 7                              | 20                |
| 1997          | Chonju-Muju                    | Corée              | 1                              | 2                              | 0                              | 3                              | 18                |
| 1999          | Poprad Tatry                   | Slovaquie          | 4                              | 0                              | 1                              | 5                              | 20                |
| 2001          | Zakopane                       | Pologne            | 0                              | 2                              | 0                              | 2                              | 27                |
| 2003          | Tarvisio                       | Italie             | 2                              | 1                              | 1                              | 4                              | 21                |
| 2005          | Innsbrück                      | Autriche           | 2                              | 1                              | 4                              | 7                              | 33                |
| 2007          | Turin                          | Italie             | 2                              | 2                              | 2                              | 6                              | 45                |
| 2009          | Harbin                         | Chine              | 2                              | 6                              | 5                              | 13                             | 32                |
| 2011          | Erzurum                        | Turquie            | 4                              | 4                              | 4                              | 12                             | 40                |
| 2013          | Trentino                       | Italie             | 3                              | 4                              | 1                              | 8                              | 45                |
| 2015          | Štrbské Pleso/Osrblie/ Grenade | Slovaquie/ Espagne | 1                              | 2                              | 6                              | 9                              | 59                |
| 2017          | Almaty                         | Kazakhstan         | 4                              | 2                              | 2                              | 8                              | 40                |
| 2019          | Krasnoïarsk                    | Russie             | 2                              | 4                              | 7                              | 13                             | 40                |